# Giraffa camelopardalis angolensis
La giraffa dell'Angola (Giraffa camelopardalis angolensis) è una sottospecie di giraffa settentrionale (Giraffa camelopardalis) diffusa nella zona di confine meridionale fra Angola e Zambia, oltre che nel Botswana settentrionale ed in gran parte del nord-est della Namibia.

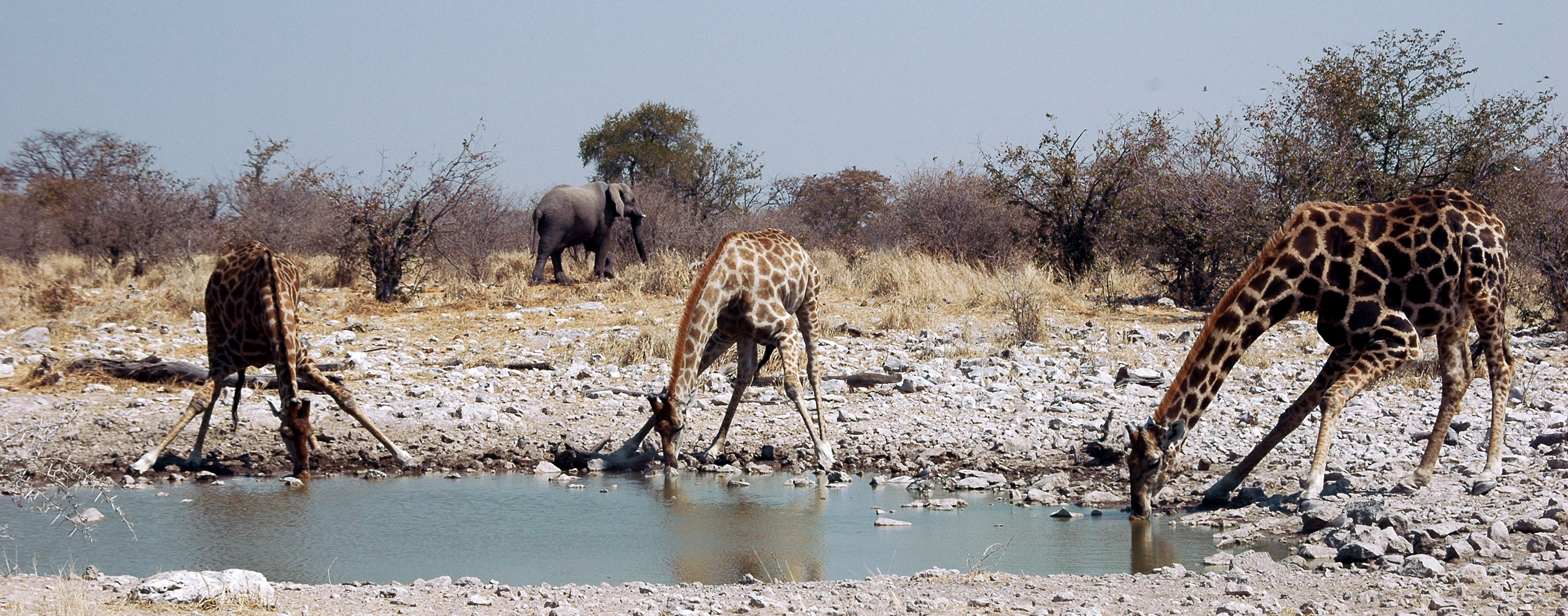
Delle giraffe fumose che si abbeverano in una pozza nel Parco nazionale d'Etosha

Si differenzia dalle altre sottospecie (con le quali può incrociarsi facilmente) per la presenza di grandi macchie di forma regolare, che tendono ad avere bordi sbiaditi di giallastro (che è il colore del corpo) e, nel quarto posteriore, assumono la forma di foglie.